# Yane Marques
Yane Márcia Campos da Fonseca Marques (ur. 7 stycznia 1984) – brazylijska pięcioboistka nowoczesna. Brązowa medalistka olimpijska z Londynu.
Zawody w 2012 były jej drugimi igrzyskami olimpijskimi, debiutowała w Pekinie w 2008 (18 miejsce). Zwyciężyła w igrzyskach panamerykańskich w 2007, ma również w dorobku srebrny medal tej imprezy (2011) i medale mistrzostw kontynentalnych.